# Castell de Verdera

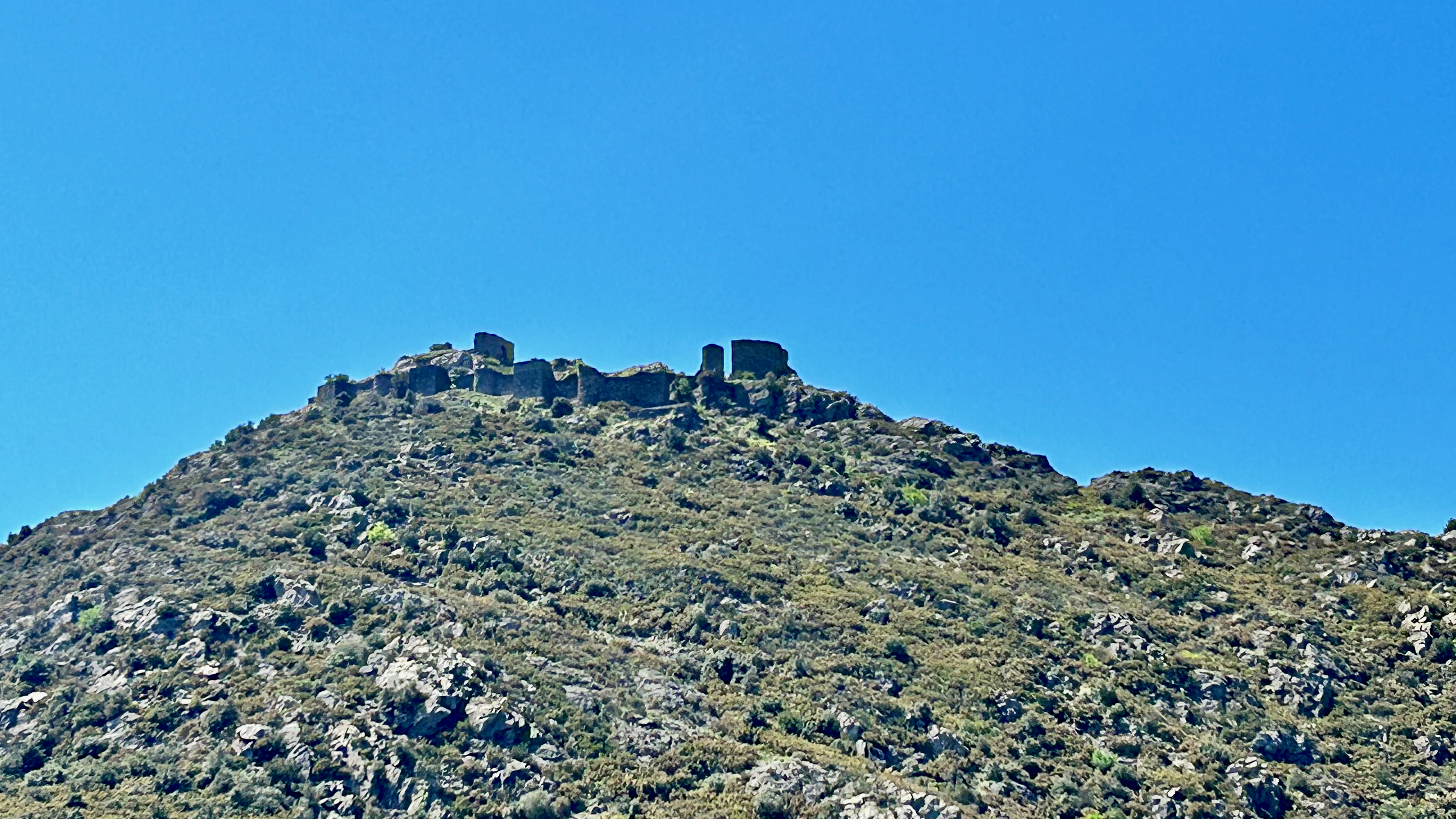
Ansicht von Nordosten

Das Castell de Verdera war eine mittelalterliche Burganlage im Nordosten Spaniens. Sie stand in der katalanischen Provinz Girona im Naturpark Cap de Creus auf dem Gebiet des Dorfes El Port de la Selva. Die Burg ist auch als „Castell de Sant Salvador“ bekannt. Sie ist im Denkmalregister Kataloniens Béns Culturals d'Interès Nacional und dem Denkmalregister Spaniens «Bienes de Interés Cultural» unter der Referenz RI-51-000603 aufgeführt.

## Lage
Die Ruine steht auf einer Höhe von rund 670 Meter über Meer oberhalb des Klosters Sant Pere de Rodes auf dem Gipfel des Berges San Salvador. Sie ist vom Kloster aus in einer halben Stunde über einen schmalen Fußweg erreichbar, eine Zufahrt für Autos gibt es nicht.
Die Lage auf dem höchsten Punkt des Berges ermöglichte nach Westen eine weite Sicht über den Golf von Roses und die Ebene der Empordà, die im Norden durch die Pyrenäen begrenzt wird. Auch die Medes-Inseln, das Montgrí-Massiv und die Bergkette des Montseny sind zu erkennen. Im Osten liegen das Kloster Sant Pere de Rodes und die Küste des Cabo de Creus. Die weite Übersicht über die Umgebung verlieh dem Kastell einen großen strategischen Wert. Zudem diente das unwegsame und schwer zugängliche Gelände der Verteidigung und machte die Festung praktisch uneinnehmbar.

## Geschichte

Wappen der Grafschaft Empúries

Urkundlich erwähnt wird die Anlage erstmals im Jahr 904 als „castrum verdaria“, was vermuten lässt, dass die Burg bereits im 9. Jahrhundert bestanden haben könnte. Die Burg war oft Gegenstand von Auseinandersetzungen zwischen den Parteien der Grafen von Empúries und den Benediktinern des Klosters von Sant Pere, die beide das Kastell beanspruchten. 
Die Burg gehörte zum Besitz der Grafen von Empúries. 974 überließ Graf Gausfred I. de Rosselló die Burg dem Kloster Sant Pere de Rodes, an dessen Gründung er beteiligt war. Obwohl Graf Ponç Hug I. von Empúries sie sich zu Beginn des 11. Jahrhunderts aneignete, kam sie später durch die Vermittlung von Papst Benedikt VIII. wieder an das Kloster zurück. Dank Schenkungen an das Kloster konnten die Grafen die Burg jedoch weiterhin nutzen.

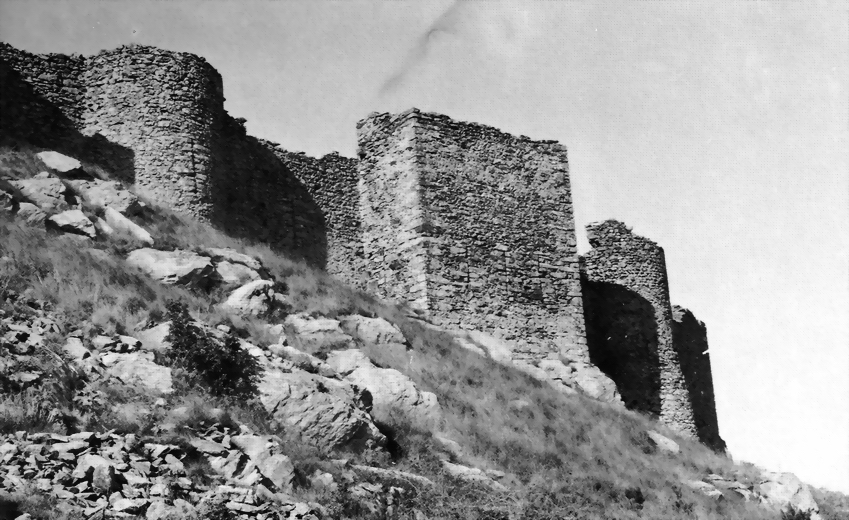
Ostmauer von 1283

Im Jahr 1283 einigte sich Graf Ponç Hug IV. wegen des schlechten Zustands der Festung mit dem Abt des Klosters auf den Wiederaufbau der Burg. Von diesem Zeitpunkt an war sie als Sant Salvador bekannt, in Anlehnung an die gleichnamige Kirche, die in den Dokumenten aus dem Jahr 1279 erwähnt wurde, jedoch schon davor bestand. 1285 wurde es von den französischen Truppen unter Philipp dem Kühnen  besetzt, aber schon nach kurzer Zeit von Graf Ponç Hug wieder zurückerobert.
Die Besitzverhältnisse nach 1300 sind etwas unklar. Im Jahr 1309 soll sie noch im Besitz des Grafen von Empúries gewesen sein. Als die Grafschaft Empúries um 1400 unterging bzw. im Fürstentum Katalonien aufging, kam die Burg an den Abt des Klosters Sant Pere de Rodes. Im 15. und 17. Jahrhundert wurde sie noch genutzt. Ein Text aus dem Jahr 1424 scheint darauf hinzudeuten, dass zu dieser Zeit der Abt des Klosters die Gerichtsbarkeit innehatte. Im Jahr 1698 wird erwähnt, dass der Besitz den Grafen von Empúries gehörte.
Im Laufe der Zeit nahm die strategische Bedeutung der Felsenburgen aufgrund der Entwicklung der Waffen und Kampftechniken ab. Bis zum 16. Jahrhundert diente sie noch als Aussichtspunkt, um nach Piraten Ausschau zu halten.
1708 wurde die Anlage zerstört, um zu verhindern, dass sie in die Hände der französischen Grafen von Noailles gelangte.

## Anlage

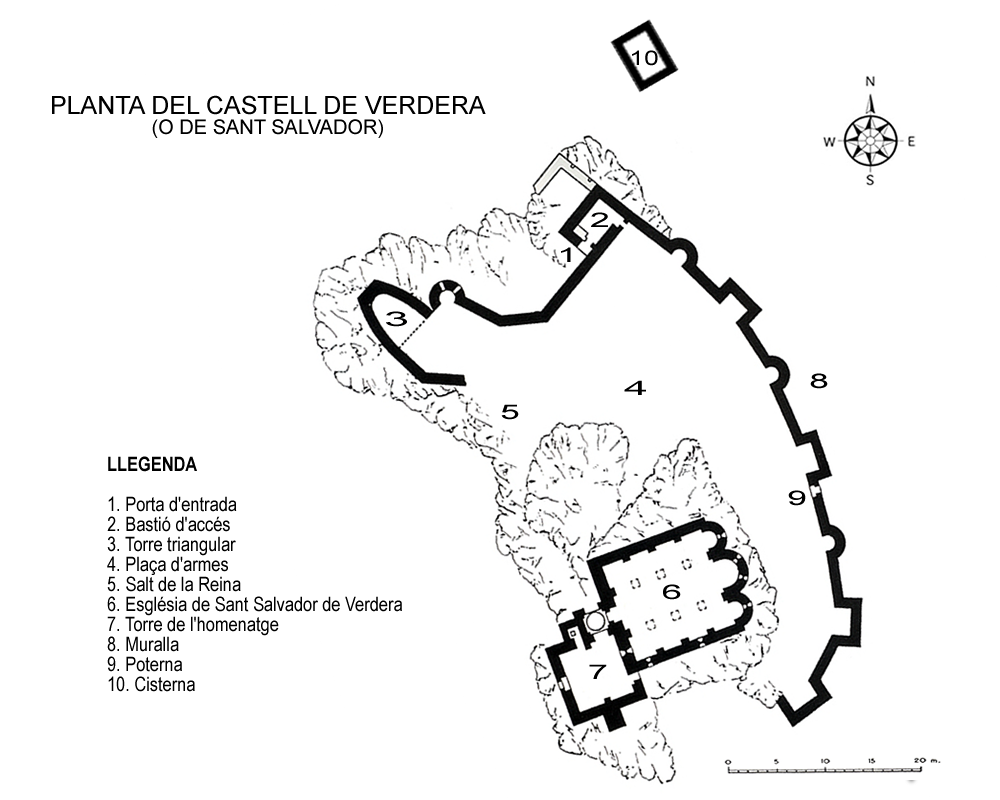
Plan der Anlage (katalanisch)

Viele der erhaltenen Bauwerke stammen aus dem 13. Jahrhundert, als Graf Ponç IV. von Empúries angesichts des baufälligen Zustands der Burg den Bau einer neuen Festung anordnete.
Die Anlage ist von einer Mauer (8) mit unregelmäßigem Grundriss umgeben, die an der Nord-, Ost- und Westseite befestigt ist. An der Ostseite ist ein kleiner Nebenausgang (9) eingelassen. Der Hauptzugang (1) liegt am nördlichen Ende am tiefstgelegenen Punkt und ist durch ein rechteckiges Gebäude (2) daneben geschützt.
In der nordwestlichen Ecke der Anlage steht ein Turm mit abgerundeten Außen- und Innenformen (3). In der südlichen Ecke steht auf dem höchstgelegenen Teil der Anlage an der Vorderseite der Kirche die Ruinen eines Wohnturms von beträchtlichen Ausmaßen (7).
Das Innere (4) der befestigten Anlage ist breit, aber aufgrund der bewegten Topographie des Geländes sehr unregelmäßig. Die wenigen dort erhaltenen baulichen Mauerreste sind schwer zu interpretieren.
Die Kirche Sant Salvador de Verdera (6) im Süden war eine kleine Kirche mit einem dreischiffigen Basilika-Grundriss, drei halbkreisförmigen Apsiden und einem vorderen Portikus. Außerhalb der Festungsmauern lag im Norden eine große Zisterne (10).

## Bilder

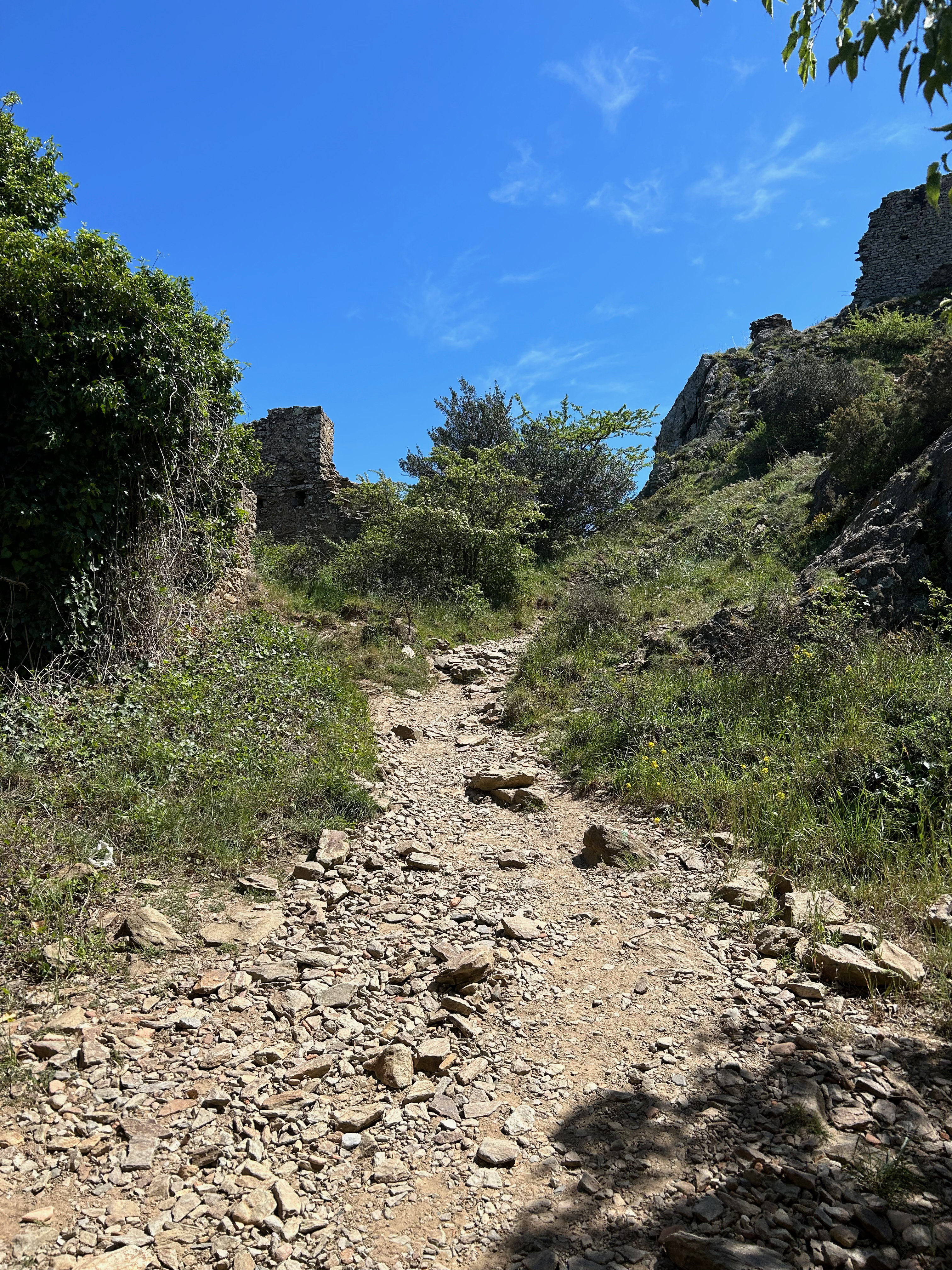
Weg zur Anlage
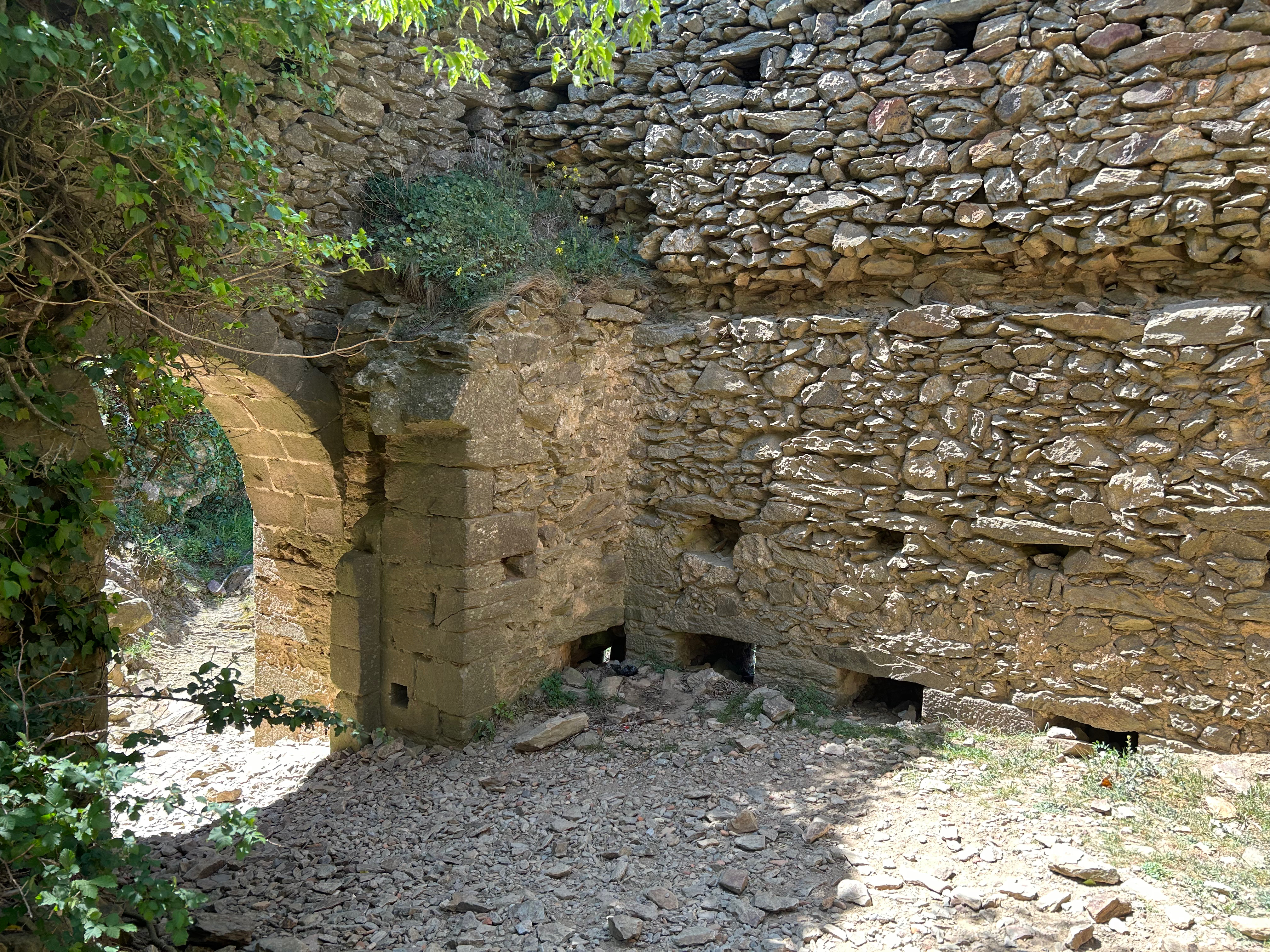
Zugangstor
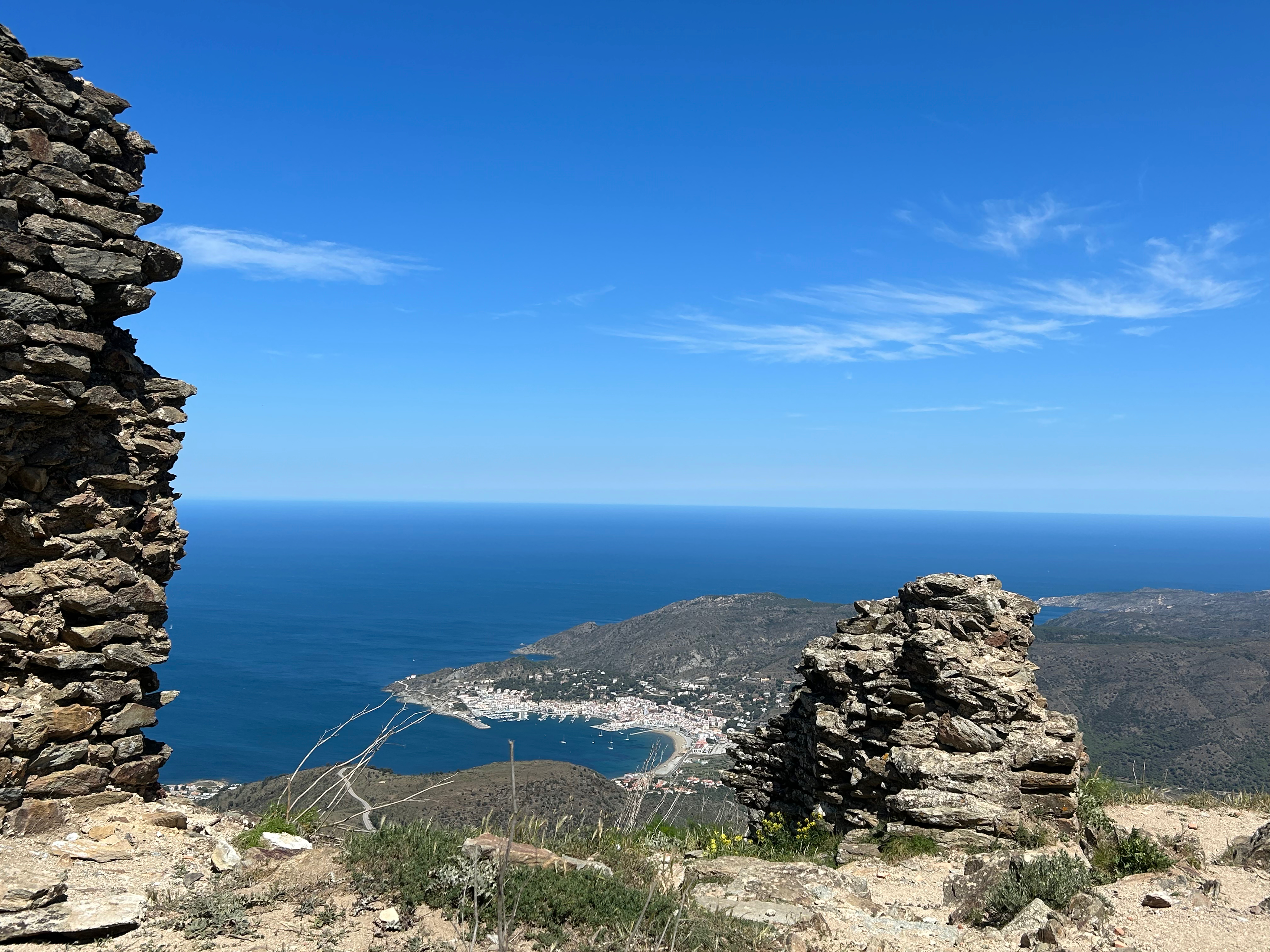
Blick nach Nordosten über El Port de la Selva
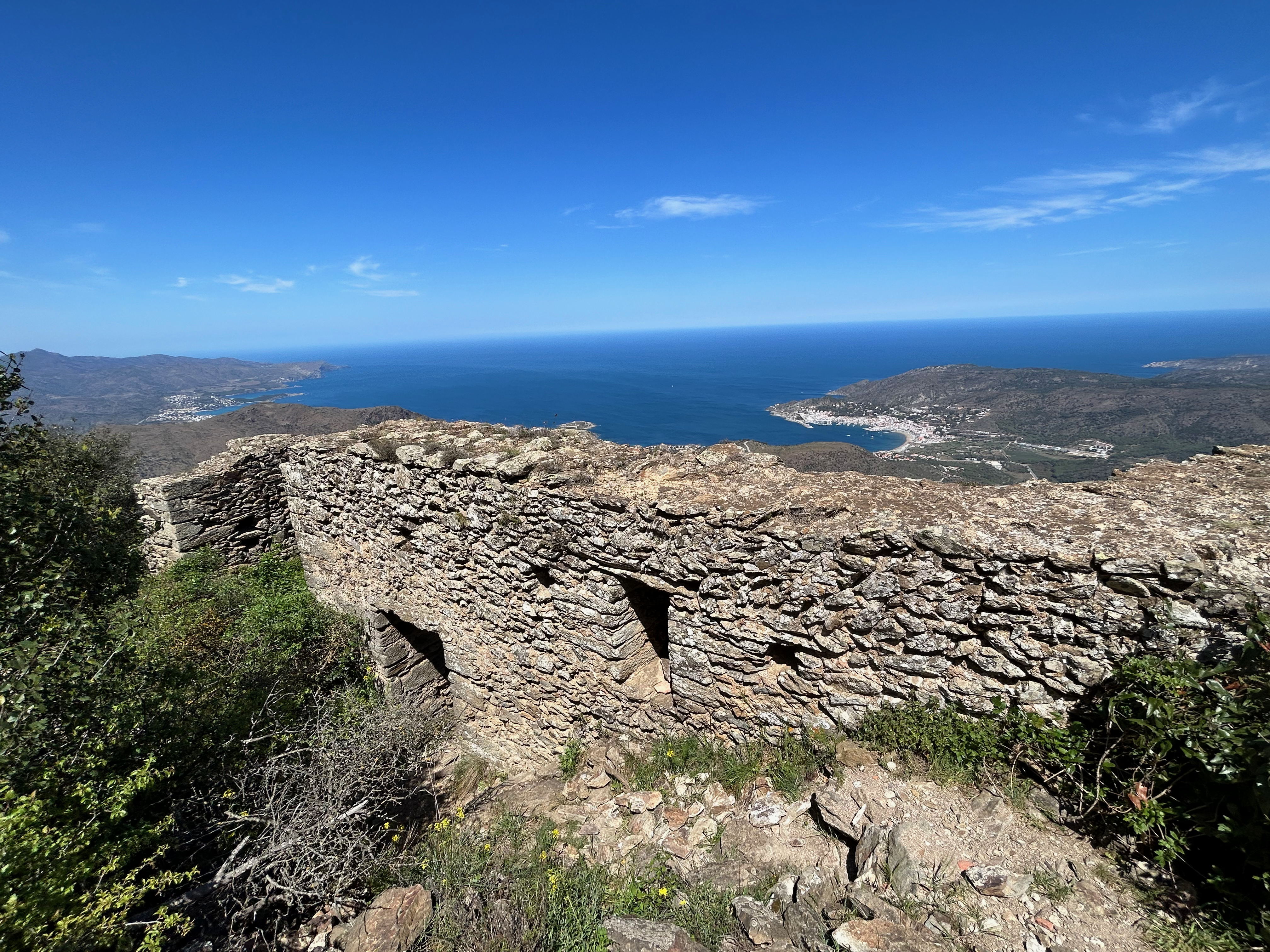
Blick nach Nordosten
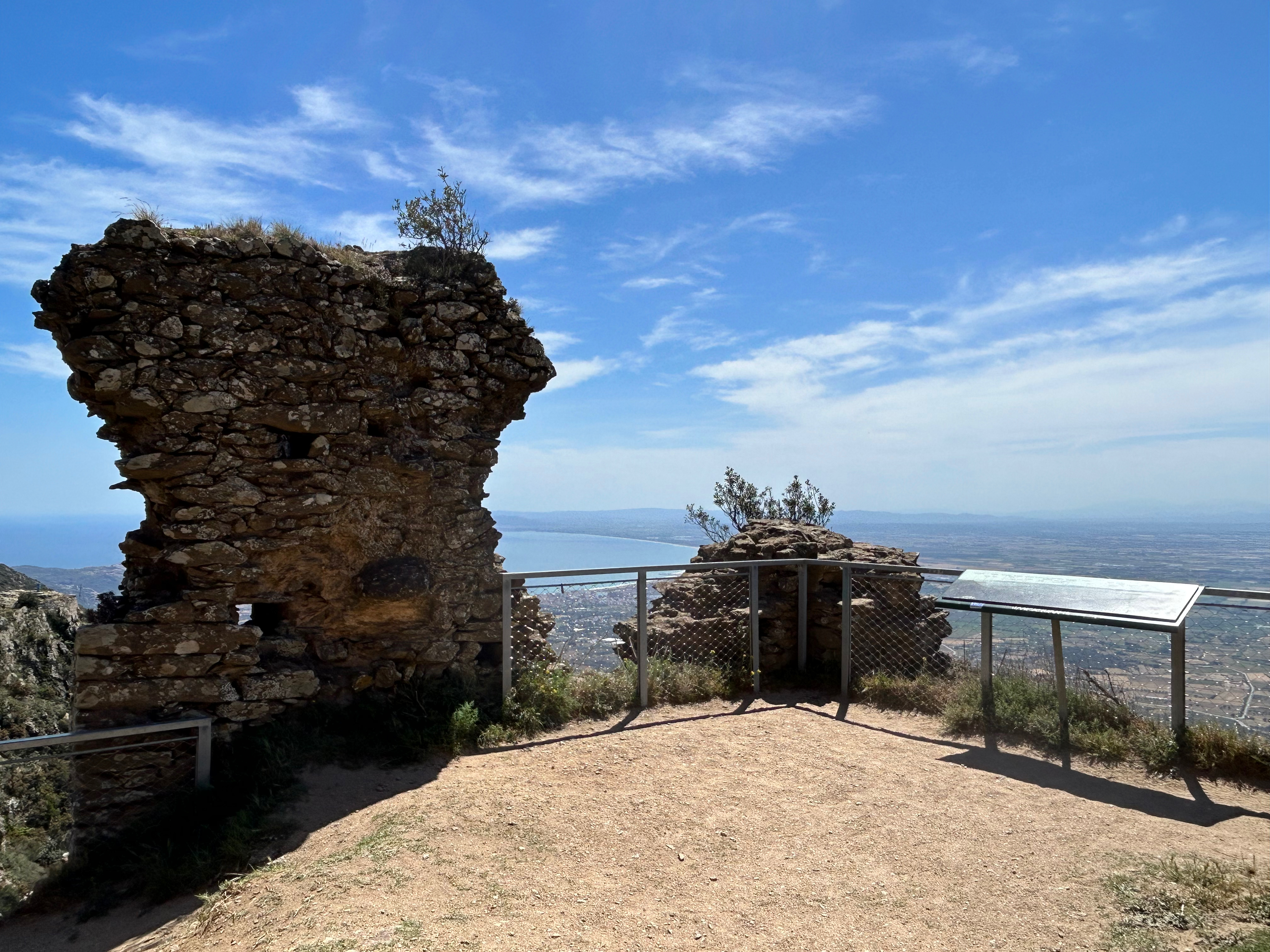
Blick zum Golf von Roses
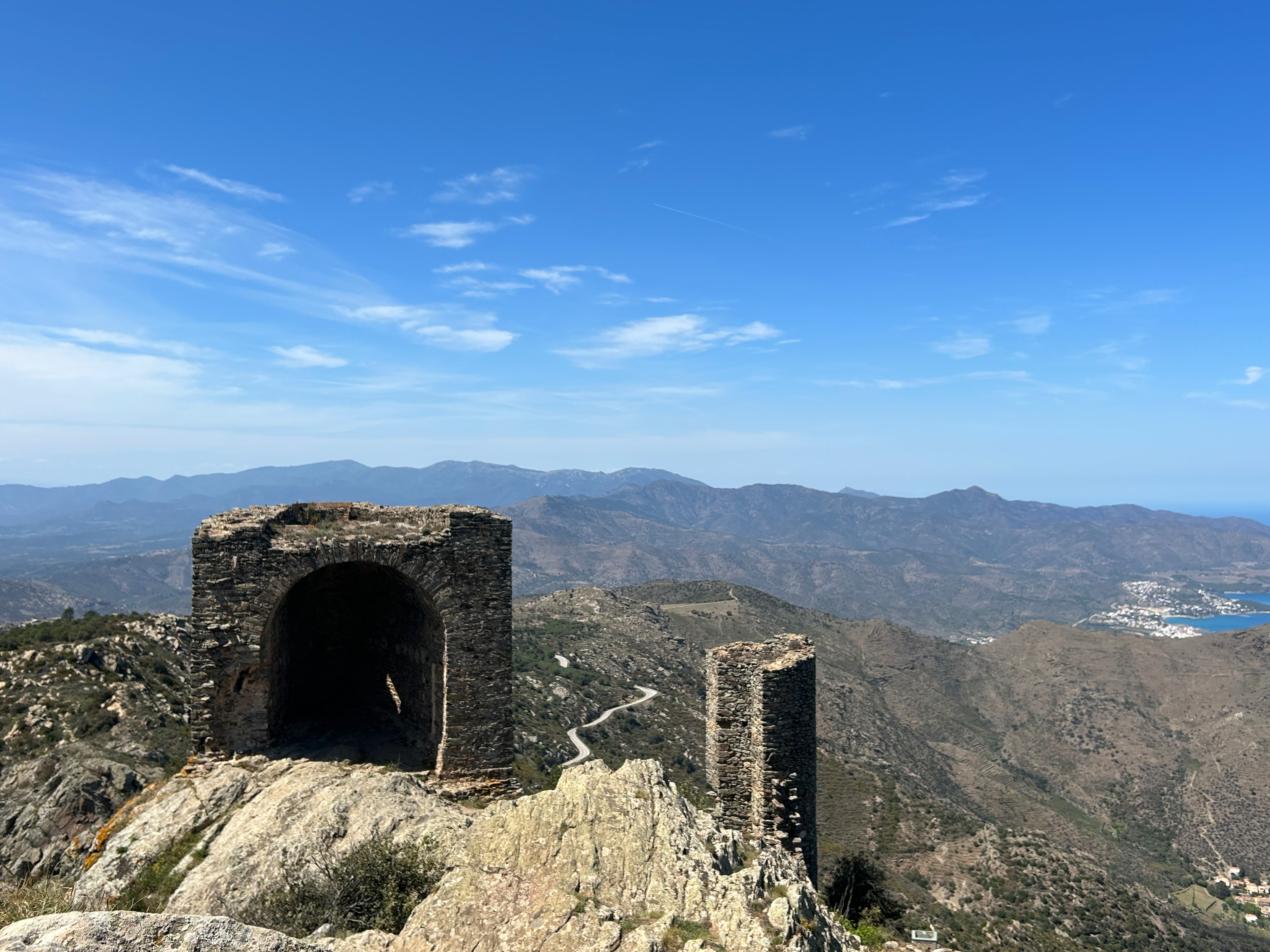
Ruine der Kirche, nach Nordwesten

## Salt de la Reina
Die Bezeichnung Salt de la Reina (5) (Sprung der Königin) auf der Westseite bezieht sich auf mehrere Sagen.
- Die schöne Tochter eines Grafen von Empúries soll sich an jener Stelle aus Verzweiflung in den Abgrund gestürzt haben. Sie liebte einen Hirten und weigerte sich, den Adligen zu heiraten, den ihr Vater für sie ausgesucht hatte. Als Ergebnis dieser verbotenen Liebe war ein Kind namens Ecipini geboren worden, das mit einem der drei Mönche in Verbindung stehen soll, die einige Jahre später mit den heiligen Reliquien aus Rom kamen und das Kloster Sant Pere de Rodes gründeten.
- Eine zweite erzählt von einem maurischen Herrscher, der mit seinem Hofstaat in der Burg gelebt haben soll. Bei einem Angriff der Christen wurden die Mauren besiegt. Die maurische Königin eilte auf einem Pferd dem König zu Hilfe. Als die Niederlage unmittelbar bevorstand, gab sie dem Pferd die Sporen und ritt in den Abgrund. In mondlosen Nächten soll man manchmal nachts noch die traurigen Klagen der Königin hören.
- In einer weiteren Version ist Reina nicht eine Königin, sondern der Name der Tochter des Schlossverwalters. Sie soll sich während eines Angriffs des Grafen Guillem de Besalú die Klippe hinunter gestürzt haben, als sie verfolgt wurde. Reinas Leiche wurde nie gefunden. Manchmal, in Vollmondnächten, könne man sehen, wie Reina die Felsen hinunterstürzt. Die Auseinandersetzungen zwischen dem Grafen von Empúries und dem Grafen von Besalú sollen dank einer Intervention des Abtes Oliba de Besalú beendet worden sein.